# 埃纳尔·约瑟夫松
埃纳尔·约瑟夫松（瑞典語：Enar Josefsson，1916年9月6日—1989年12月18日），瑞典男子越野滑雪运动员。他曾代表瑞典参加1952年冬季奥林匹克运动会越野滑雪比赛，获得男子4×10公里接力铜牌。